# 78/52
78/52 és una pel·lícula documental estatunidenca del 2017 escrita i dirigida per Alexandre O. Philippe. Analitza l'escena de la dutxa a la pel·lícula de terror de 1960 Psicosi. A l'escena, la Marion, interpretada per Janet Leigh, es dutxa al Motel Bates i és apunyalada. L'escena conté 78 muntatges de càmera i 52 talls, per això el documental es titula 78/52. Es va estrenar al Festival de Cinema de Sundance de 2017 i es va estrenar el 13 d'octubre de 2017.

## Recepció
Al lloc web de l'agregador de ressenyes Rotten Tomatoes, el 88% de les 88 opinions dels crítics són positives, amb una valoració mitjana de 7/10. El consens del lloc web diu: "78/52: Hitchcock's Shower Scene fa una ullada a un dels moments més memorables del cinema modern, oferint informació de valor tant per als cineastes com per als espectadors ocasionals". Metacritic, que utilitza una mitjana ponderada, va assignar la filma una puntuació de 74 sobre 100, basada en 20 crítics, que indica crítiques "generalment favorables".
Godfrey Cheshire de RogerEbert.com va donar a la pel·lícula tres estrelles de quatre i va escriure: "Potser no és sorprenent, aquí no hi ha entrevistats que qüestionin el valor de Psicosi o el seu impacte en la cultura és perquè és bàsicament una pel·lícula de fans, però també és un testimoni del poder i el domini d'una pel·lícula que, gairebé 60 anys després, encara moderna, complexa i d'avantguarda com qualsevol pel·lícula estrenada el 2017."

## Premis
Va participar en la secció oficial del L Festival Internacional de Cinema Fantàstic de Catalunya, on va guanyar el Premi Panorama Documenta.